# Gare de Neuvy-sur-Loire
La gare de Neuvy-sur-Loire est une gare ferroviaire française, fermée, de la ligne de Moret - Veneux-les-Sablons à Lyon-Perrache. Elle est située à La Coquetterie, rue Jean Jaurès au sud du bourg de la commune de Neuvy-sur-Loire, dans le département de la Nièvre en région Bourgogne-Franche-Comté.
Ouverte en 1861 par la Compagnie des chemins de fer de Paris à Lyon et à la Méditerranée (PLM), c'est une gare ouverte au service des marchandises par la Société nationale des chemins de fer français (SNCF).

## Situation ferroviaire
Établie à 142 mètres d'altitude, la gare, fermée, de Neuvy-sur-Loire est située au point kilométrique (PK) 182,251 de la ligne de Moret - Veneux-les-Sablons à Lyon-Perrache, entre les gares ouvertes au service des voyageurs de Briare (s'intercalent la gare ouverte uniquement aux marchandises de Châtillon-sur-Loire et la gare fermée de Bonny) et de Cosne-sur-Loire (s'intercale la gare ouverte uniquement aux marchandises de Myennes),.

## Histoire

### Gare PLM (1861-1937)
La « gare de Neuvy-sur-Loire » est mise en service le 21 septembre 1861 par la Compagnie des chemins de fer de Paris à Lyon et à la Méditerranée (PLM), lorsqu'elle ouvre à l'exploitation les 51 km de la deuxième partie de la première section de sa ligne Paris-Lyon par le Bourdonnais.

La gare lors de sa création
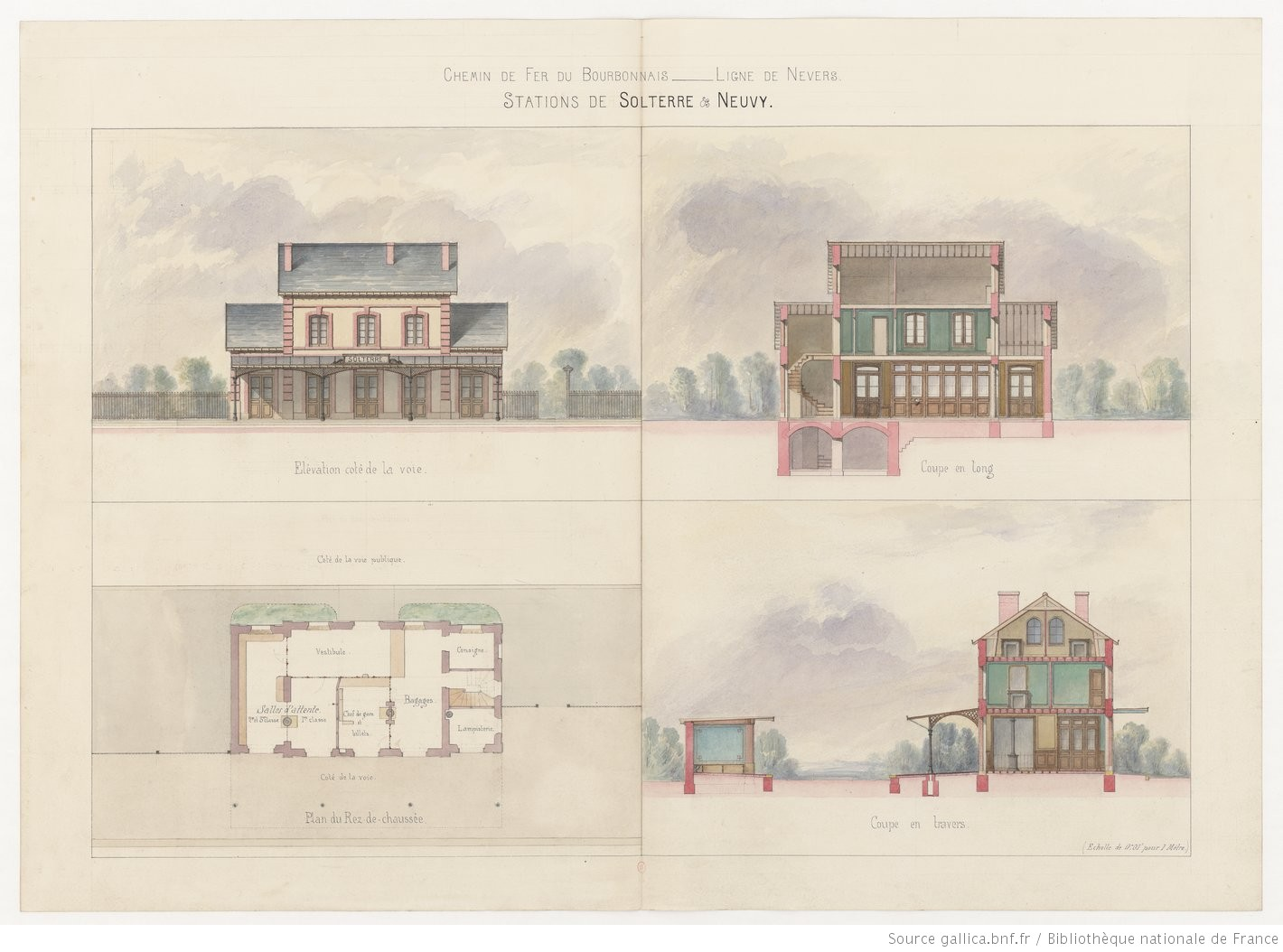
Plan et coupes de la gare.
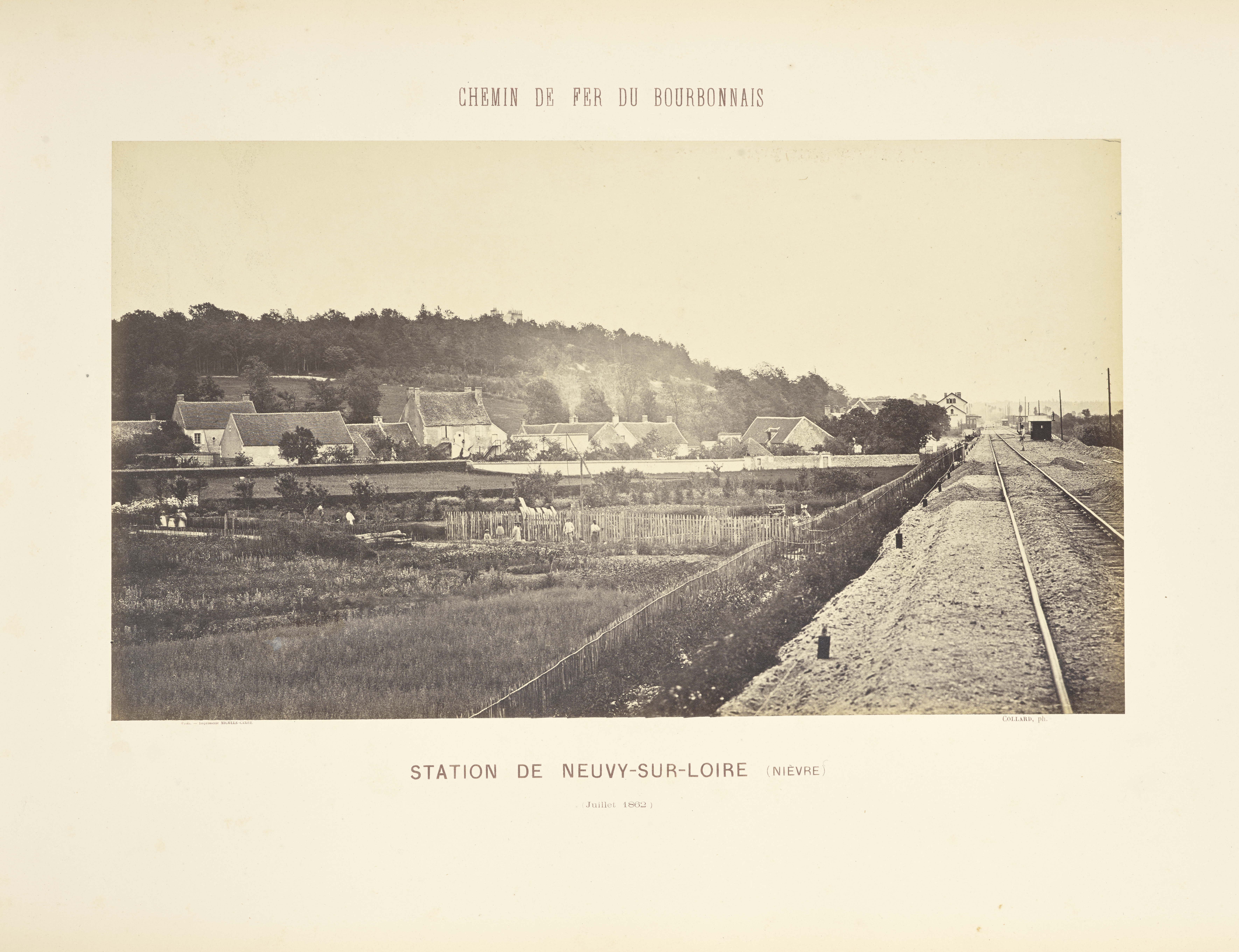
Ligne et gare en juillet 1862.

En 1911, la gare, nommée « Neuvy-sur-Loire », figure dans la « Nomenclature des gares stations et haltes du PLM ». C'est une gare de passage de la ligne de Moret-les-Sablons à Nîmes, située entre la gare de Bonny et la Gare de Myennes. Elle est ouverte au service complet de la grande et la petite vitesse « , à l'exclusion des chevaux chargés dans des wagons-écuries s'ouvrant en bout et des voitures à 4 roues, à deux fonds et à deux banquettes dans l'intérieur, omnibus, diligence, etc. ».

Dessertes de la gare dans les années 1900
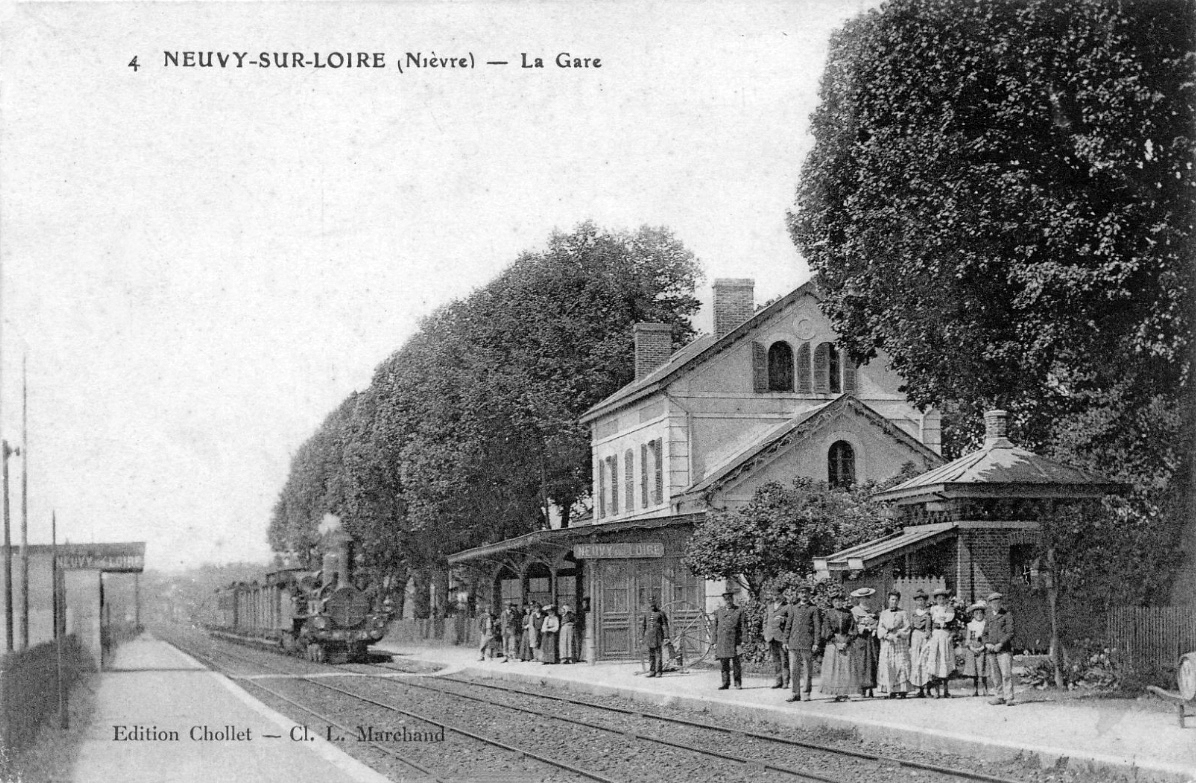
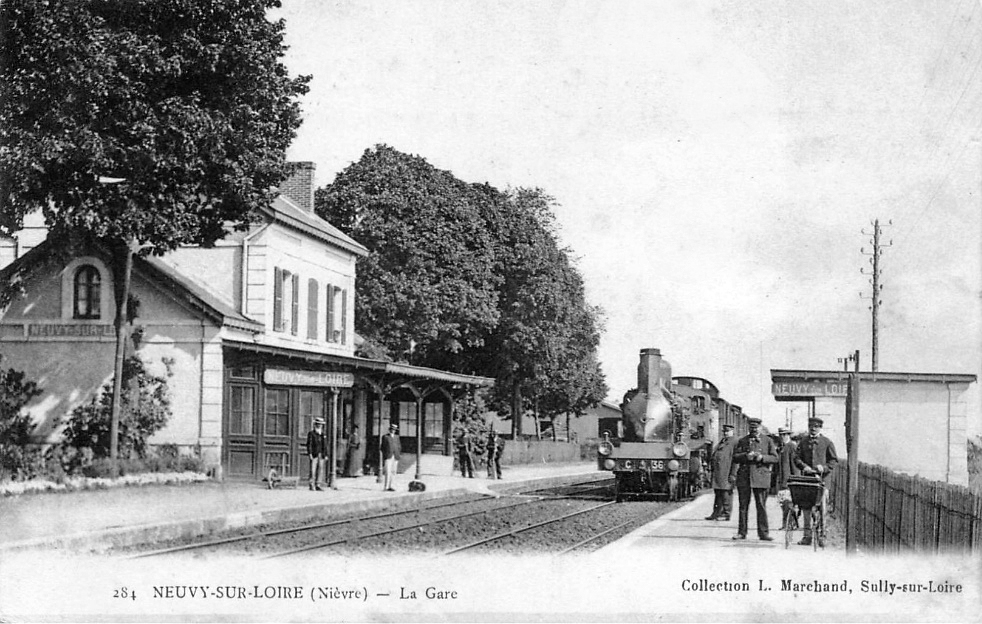
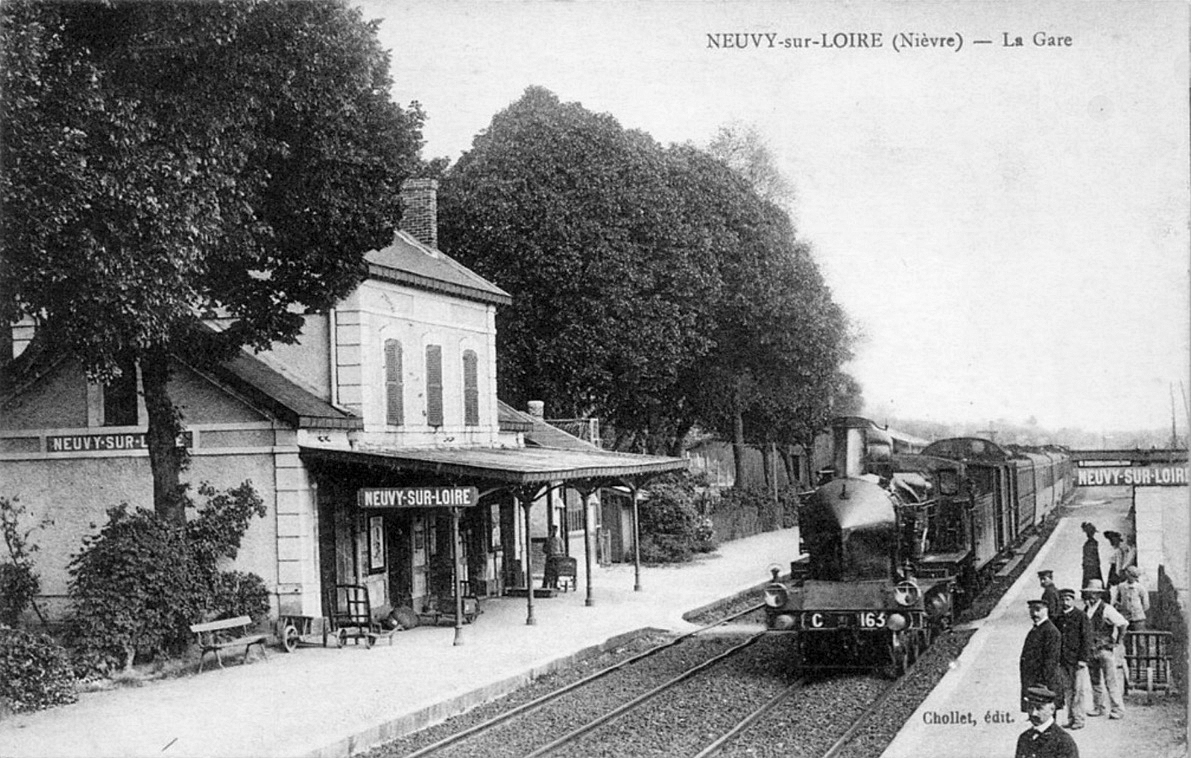

En 1928, le projet d'agrandissement de la cour de la gare est mis en chantier.

### Gare SNCF (depuis 1938)
Lors de la préparation de l'électrification de la ligne au début des années 1980, Électricité de France (EDF) demande la réouverture au service des marchandises de la gare de Neuvy-sur-Loire pour pouvoir acheminer les « châteaux de combustibles » à la centrale nucléaire de Belleville par l'embranchement qui la dessert et qui a été électrifié. En 1985, la gare, qui est, un point d'arrêt non géré, « une gare sans gérance ouverte au trafic des marchandises » (Pang-GSG) a réalisé un trafic de marchandises annuel qui représente un total de 4 670 tonnes à la réception et de 606 tonnes à l'expédition.

## Service des marchandises
La gare est l'origine de l'embranchement qui dessert la central de Belleville en traversant la Loire par le pont de Neuvy-sur-Loire.

## Patrimoine ferroviaire
Le bâtiment voyageurs d'origine, fermé, est toujours présent sur le site.

Le bâtiment voyageurs en 2015
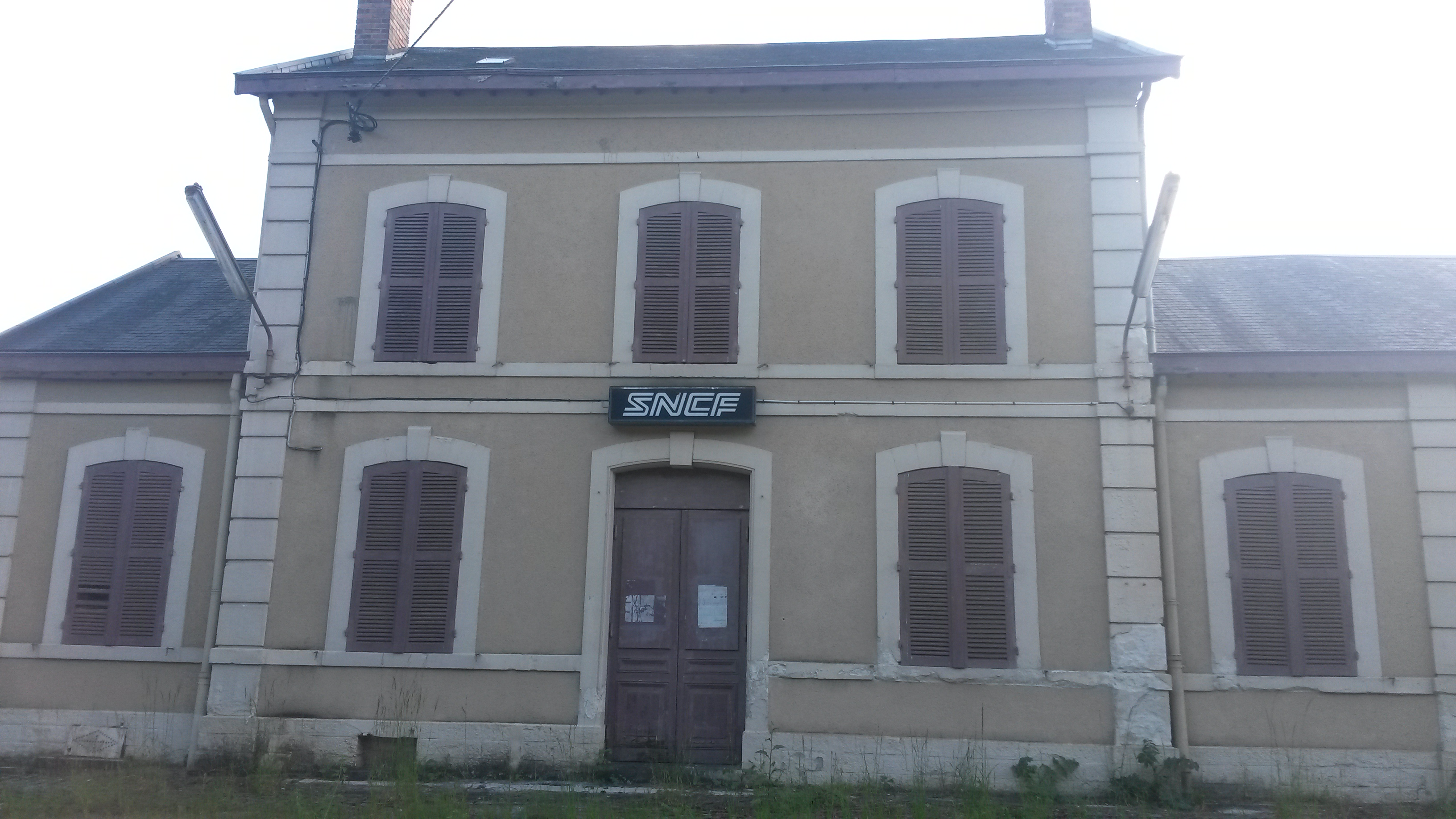
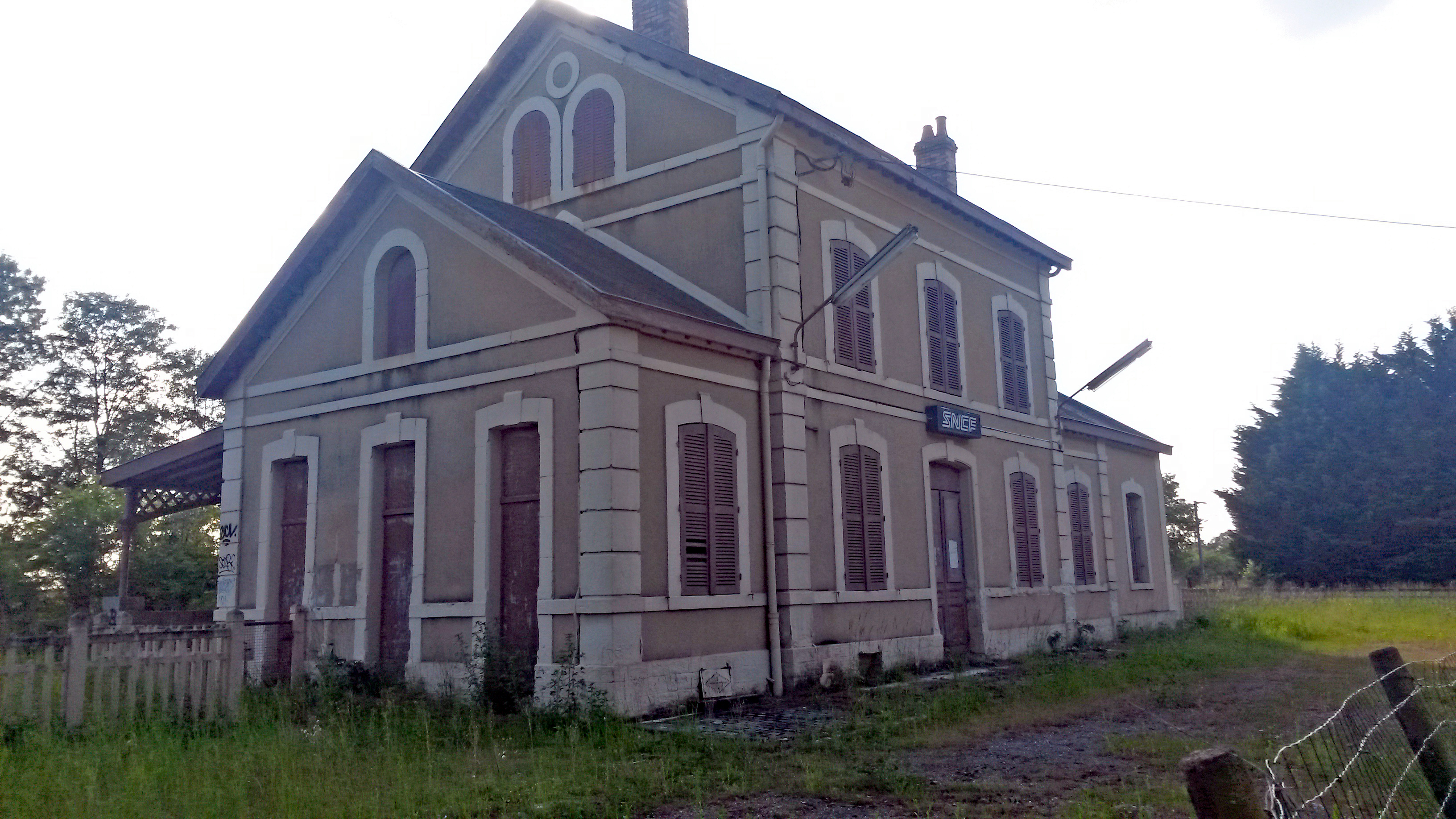